# دژاتوا
دژاتوا (به لاتین: Dzhatva) یک منطقهٔ مسکونی در روسیه است که در استان آمور واقع شده‌است.